# ثيودور ليفين
ثيودور ليفين (بالإنجليزية: Theodore Levin)‏ هو قاضي ومحامي أمريكي، ولد في 18 فبراير 1897 في شيكاغو في الولايات المتحدة، وتوفي في 31 ديسمبر 1970.